# Les Dollars du Nebraska
Pour plus de détails, voir Fiche technique et Distribution.
Les Dollars du Nebraska (Ringo del Nebraska) est un western spaghetti italo-espagnol réalisé par Antonio Román et Mario Bava, et sorti en 1966.
Le film raconte l'histoire d'un vagabond qui protège un couple de fermiers d'un propriétaire terrien impitoyable. Sous son titre italien, Les Dollars du Nebraska était l'un des nombreux westerns spaghetti ré-titrés pour profiter du succès de la duologie Ringo de Duccio Tessari (Un pistolet pour Ringo et Le Retour de Ringo).
Des personnes impliquées dans la production ont discuté de la question de savoir si Mario Bava avait réalisé le film. L'acteur Renato Rossini a déclaré qu'il ne se souvenait pas que Bava ait été présent sur le plateau. Le fils de Bava, Lamberto, qui a été assistant réalisateur sur le film, s'est souvenu que son père n'avait été engagé que pour créer des peintures sur cache pour le film. Le biographe de Bava, Tim Lucas, a débattu de la question sur la base de ces souvenirs, tandis que l'historien du cinéma Troy Howarth est allé jusqu'à affirmer que Bava avait réalisé 99 % du film et l'avait également monté.

## Synopsis
Trois bandits blessent mortellement un gardien de bétail travaillant dans un ranch du Nouveau-Mexique appartenant à Marthy Hillman. Marthy a vit à la ferme avec sa femme Kay, avec laquelle il se dispute souvent : le couple cachent de l'argent et ont un homme louche nommé Bill Carter et ses hommes à leurs trousses. Lorsqu'un jour, le jeune cow-boy Ringo Nebraska arrive dans leur propriété, ils sont tous deux fascinés, Marthy par son habileté à manier le fusil et Kay par son charme âpre mais chaleureux. Ringo Nebraska accepte de rester à la ferme et des travailler pour eux. Lors d'une excursion, Marthy et Ringo découvrent le cadavre du gardien assassiné et décident de se rendre en ville où, au saloon, ils racontent tout au shérif Bert, décidé à jouer une partie d'échecs avec le docteur Parson, et accusent ouvertement Carter, qui est attablé avec ses hommes de main.
Tandis que les trois personnes accusées d'avoir frappé physiquement le gardien sont emmenées en prison et que Marthy s'occupe des formalités administratives avec le shérif, Carter et Ringo se disputent au saloon. Plus tard, après le retour de Marthy, Ringo et lui décident de retourner au ranch, mais en chemin, un tireur d'élite tire sur le cheval de Ringo et blesse Marthy. Entre-temps, le shérif a dû relâcher les trois hommes de main parce que Carter avait obtenu des témoins. Immédiatement après, le shérif se rend au ranch Hillman, mais il est assassiné à l'endroit même où Ringo et Marthy ont été touchés. Le propriétaire du saloon, Brack, devient le nouveau shérif et, avec la bande de Carter, ils se rendent au ranch. Tout semble aller à l'encontre de Ringo, qui est recherché pour le meurtre du shérif.
Ringo, quant à lui, retourne à la ferme où Kay lui raconte tout et, de plus en plus amoureuse, l'embrasse passionnément. Il décide alors de débusquer les hommes de Carter et de les faire parler ; après avoir obtenu leurs aveux, il se rend en ville et convainc tout le monde des mensonges de Carter. La situation est alors inversée : c'est maintenant Carter qui est recherché. Mais un espion l'informe et il décide, avec ses hommes de confiance, d'aller voir Kay pour la faire parler. Entre-temps, Marthy est mort et Bill Carter demande à Kay où se trouve ce fameux argent du casse de la banque d'El Paso. Felton la menace avec un cigare, mais Carter l'arrête ; quelques instants plus tard, Felton trouve l'argent dans une botte. Cependant, personne n'a remarqué que Ringo, sous le drap, se faisant passer pour le cadavre de Marthy, est déjà dans la maison et a tout entendu. Ringo tue tout le monde et s'en va, après avoir rendu l'argent au shérif et dit au revoir à Kay.

## Fiche technique
- Titre français : Les Dollars du Nebraska[2]
- Titre original italien : Ringo del Nebraska[3]
- Titre espagnol : Ringo de Nebraska ou El rancho maldito[4]
- Réalisation : Antonio Román et Mario Bava, assisté de Lamberto Bava
- Scénario : Jesús Navarro Carrión, Antonio Román, Adriano Bolzoni
- Photographie : Guglielmo Mancori (de)
- Montage : Renato Cinquini (it), Antonio Gimeno
- Musique : Nino Oliviero (it)
- Décors et costumes : Rafael Arienzo
- Maquillage : Giuseppe Peruzzi, Josè Luis Ruiz
- Production : Fulvio Lucisano
- Sociétés de production : Italian International Films, Castilla Cooperativa Cinematografica
- Pays de production :  Italie -  Espagne
- Format : couleurs par Eastmancolor - 2,35:1 - Son mono - 35 mm
- Genre : western spaghetti
- Durée : 85 minutes
- Date de sortie : 
  - Italie : 18 mars 1966
  - France : 10 décembre 1967
  - Espagne : 2 décembre 1968
- Affiche : Jean Mascii (France)

## Distribution
- Ken Clark : Ringo / Nebraska
- Yvonne Bastién : Kay Hillman
- Piero Lulli (sous le nom de « Peter Carter ») : Bill Carter
- Renato Rossini (sous le nom de « Red Ross ») : Lou Felton
- Alfonso Rojas : Marthy Hillman
- Antonio Gradoli (sous le nom de « Anthony Gradwell ») : Brack
- Francisco Sanz (it) (sous le nom de « Paco Sanz ») : docteur Parson
- Livio Lorenzon (sous le nom de « Charles Lawrence ») : le shérif Bert
- Angel Ortiz : Hanck Dewey
- José Canalejas : Elmer Dowson
- Frank Braña : Dickson
- Simón Arriaga : Tedder
- Alfonso de la Vega : Hollander
- Guillermo Méndez : Manuel

## Production

### Genèse et développement
Après le succès financier de Pour une poignée de dollars (1964) en Italie, plusieurs scénarios de westerns inspirés des romans de Karl May, d'abord mis de côté, sont mis en production. Ces films, qui mettent en scène des personnages comme Django, Ringo et Sartana, formeront le western spaghetti,. Avec le succès des films de Duccio Tessari mettant en scène Ringo en 1965 (Un pistolet pour Ringo et Le Retour de Ringo), une vague de films avec le nom « Ringo » dans le titre sort, avec près de 30 films réalisés entre 1965 et 1972, tels que Cent Mille Dollars pour Ringo et Ringo au pistolet d'or,. Ces films ont rarement un rapport avec les deux films originaux et sont nommés ainsi pour profiter de leur popularité. Les Dollars du Nebraska fait partie de ces films, son titre italien original étant Ringo del Nebraska ; le nom du protagoniste a été modifié de « Nebraska » à « Ringo » par le doublage en post-production,,.

### Polémique sur l'identité du réalisateur
Le film devait à l'origine être réalisé par Antonio Román sous le titre de Nebraska il pistolero, mais après quelques jours de tournage à La Pedriza en Espagne, le producteur Fulvio Lucisano a estimé que le réalisateur « ne fonctionnait pas » et a interrompu la production. De retour à Rome, Lucisano rencontre Mario Bava (avec lequel il avait déjà tourné La Planète des vampires,), qui accepte de terminer le film. Le film est alors achevé par Bava aux Studios Elios à Rome. Le générique à l'écran comprend toujours les acteurs et l'équipe initialement prévus, bien que Lucisano ait déclaré que Bava avait réalisé la majeure partie du film.
Dans une interview accordée à la revue italienne Nocturno, l'acteur Renato Rossini a déclaré : « Je connais très bien ce film, mais je ne me souviens pas que Mario Bava y ait participé. Le réalisateur était un Espagnol, Antonio Román, un homme plutôt âgé, un grand. [...] Nous l'avons tourné presque entièrement en Espagne. J'étais sur le plateau du premier au dernier jour, mais je ne me souviens vraiment pas que Mario Bava y ait participé ». Le biographe de Bava, Tim Lucas, a suggéré que Rossini n'avait qu'un petit rôle dans le film, ce qui ne l'aurait pas obligé à être présent sur le plateau tous les jours.
Le fils de Mario Bava, Lamberto Bava, était assistant réalisateur sur le film et s'est souvenu que Lucisano avait appelé son père pour travailler sur le film, notamment sur les peintures sur cache. Lamberto a également noté que son père et lui riaient souvent entre eux de la façon qu'avait Antonio Román de réaliser le film, lui qui utilisait toujours la première prise de chaque scène. Les commentaires de Lamberto Bava sur les méthodes de travail de Román auraient incité Lucisano à confier la réalisation à Bava,. Lucas note également que Lamberto Bava n'aurait pas été assistant réalisateur si le film avait été entièrement tourné en Espagne.
Dans son étude sur les westerns spaghetti, le cinéaste Alex Cox considère qu'Antonio Román est le réalisateur principal du film et que Bava est le réalisateur de la seconde équipe. L'historien du cinéma Troy Howarth a déclaré que Bava a réalisé environ 99 % du film et qu'il a également supervisé le processus de montage après que le producteur a renvoyé Antonio Roman.